# Akadémizmus

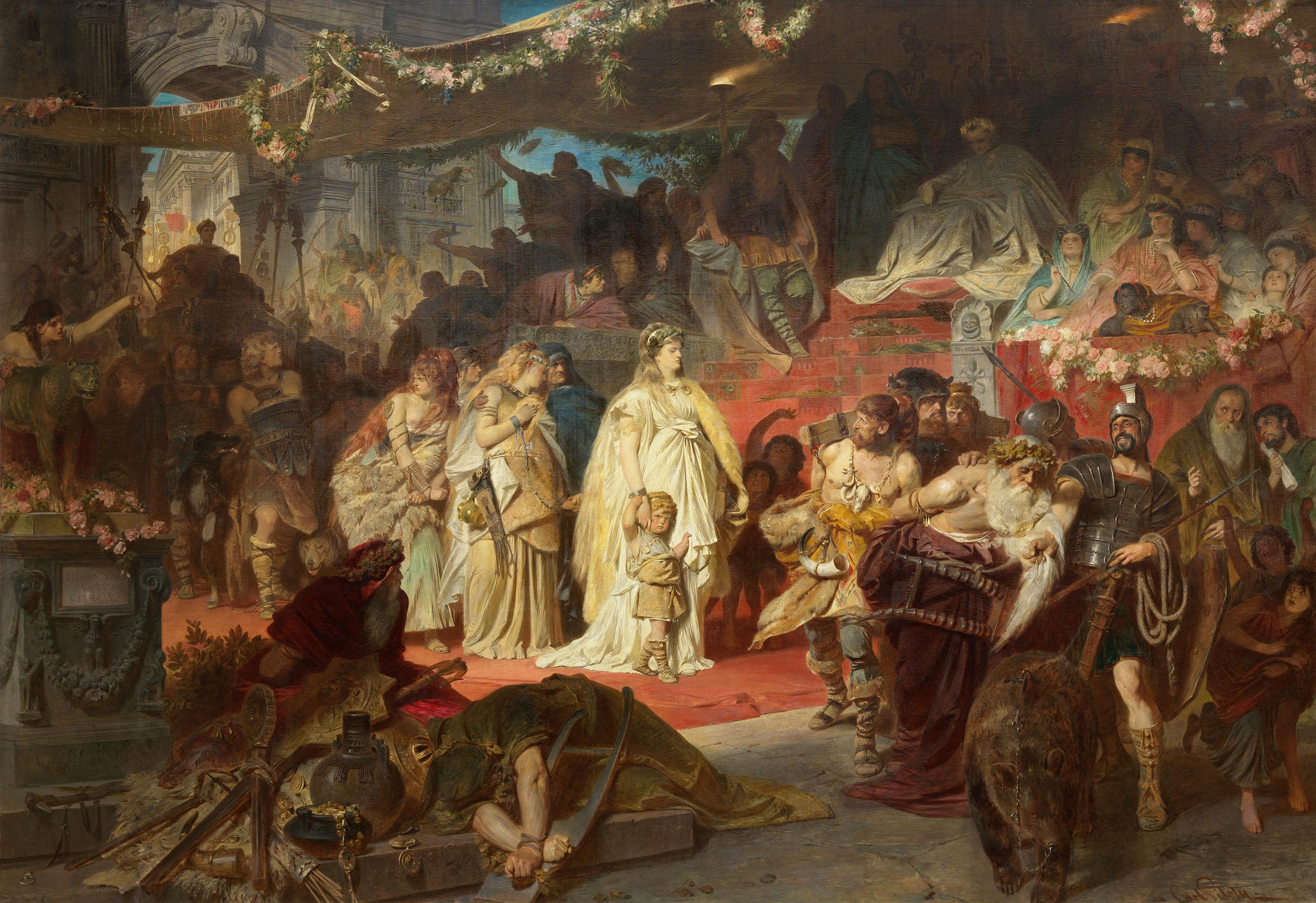
Carl Theodor von Piloty: Thusnelda Gemanicus diadalmenetében (1873)

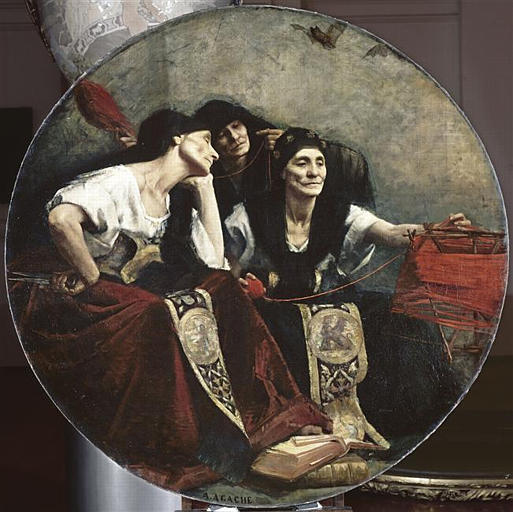
Alfred Agache: Sorsok

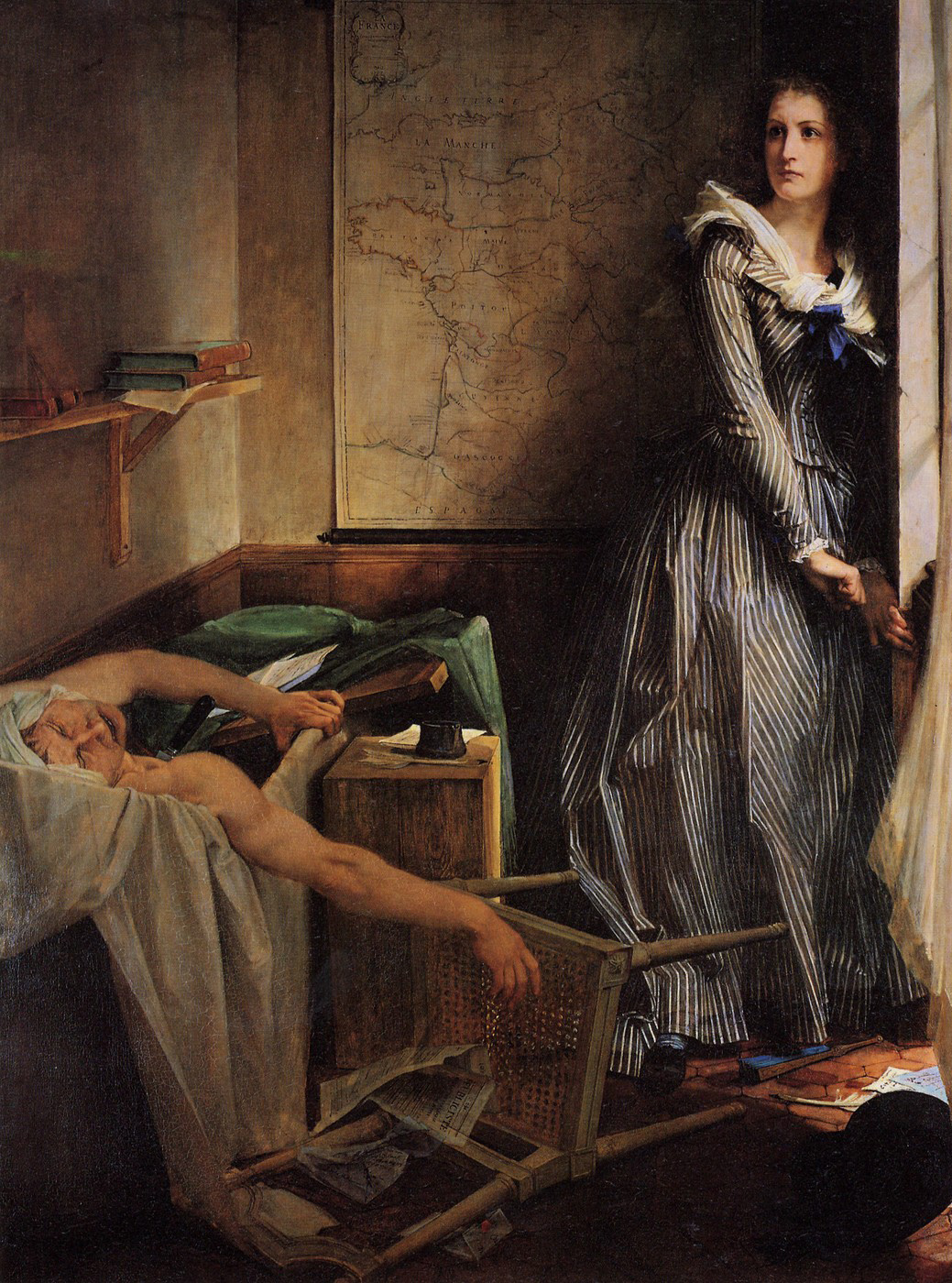
Paul Baudry: Charlotte Corday

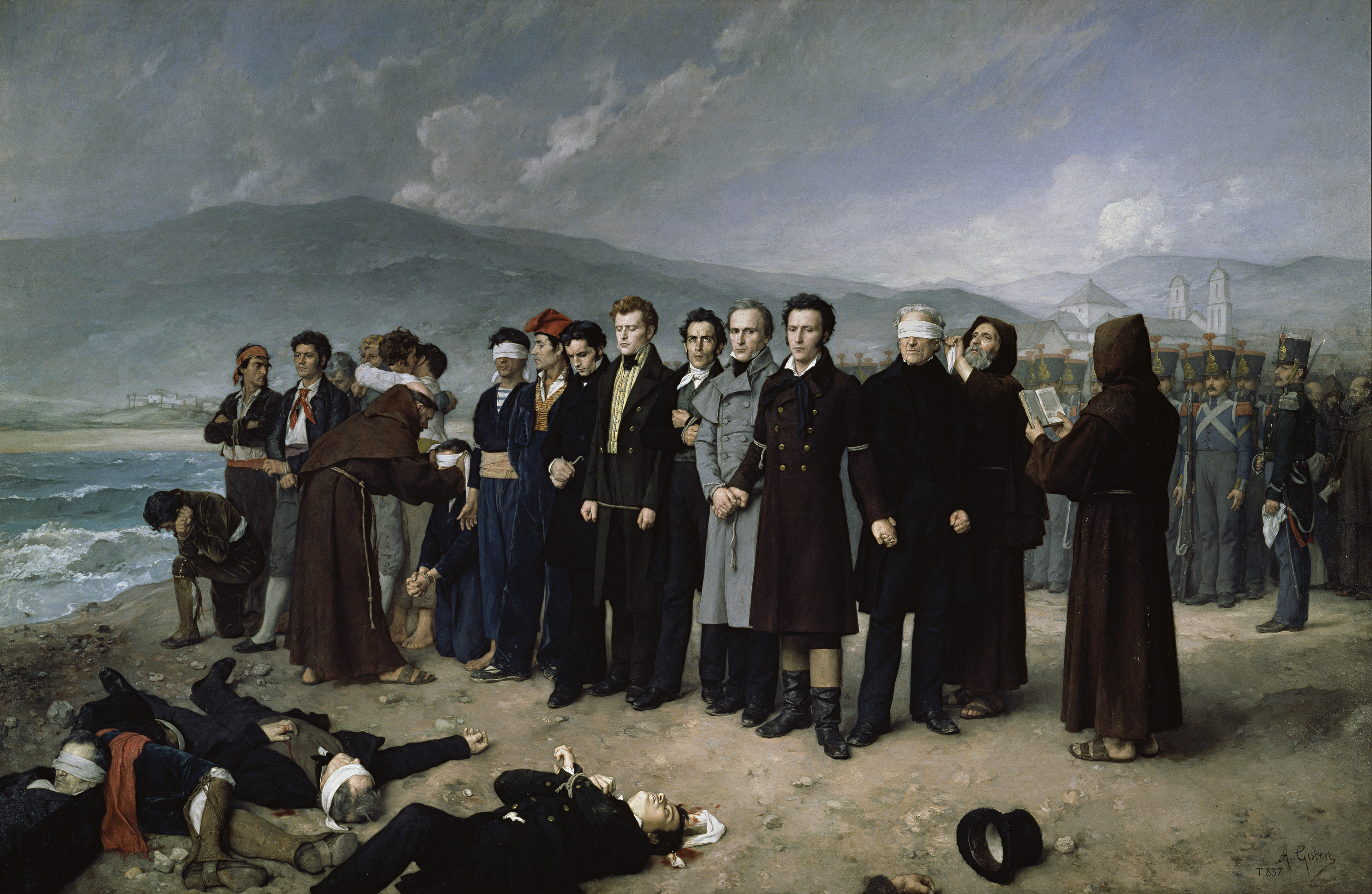
Antonio Gisbert: Torrijos és társai ítéletének végrehajtása Málaga partjainál

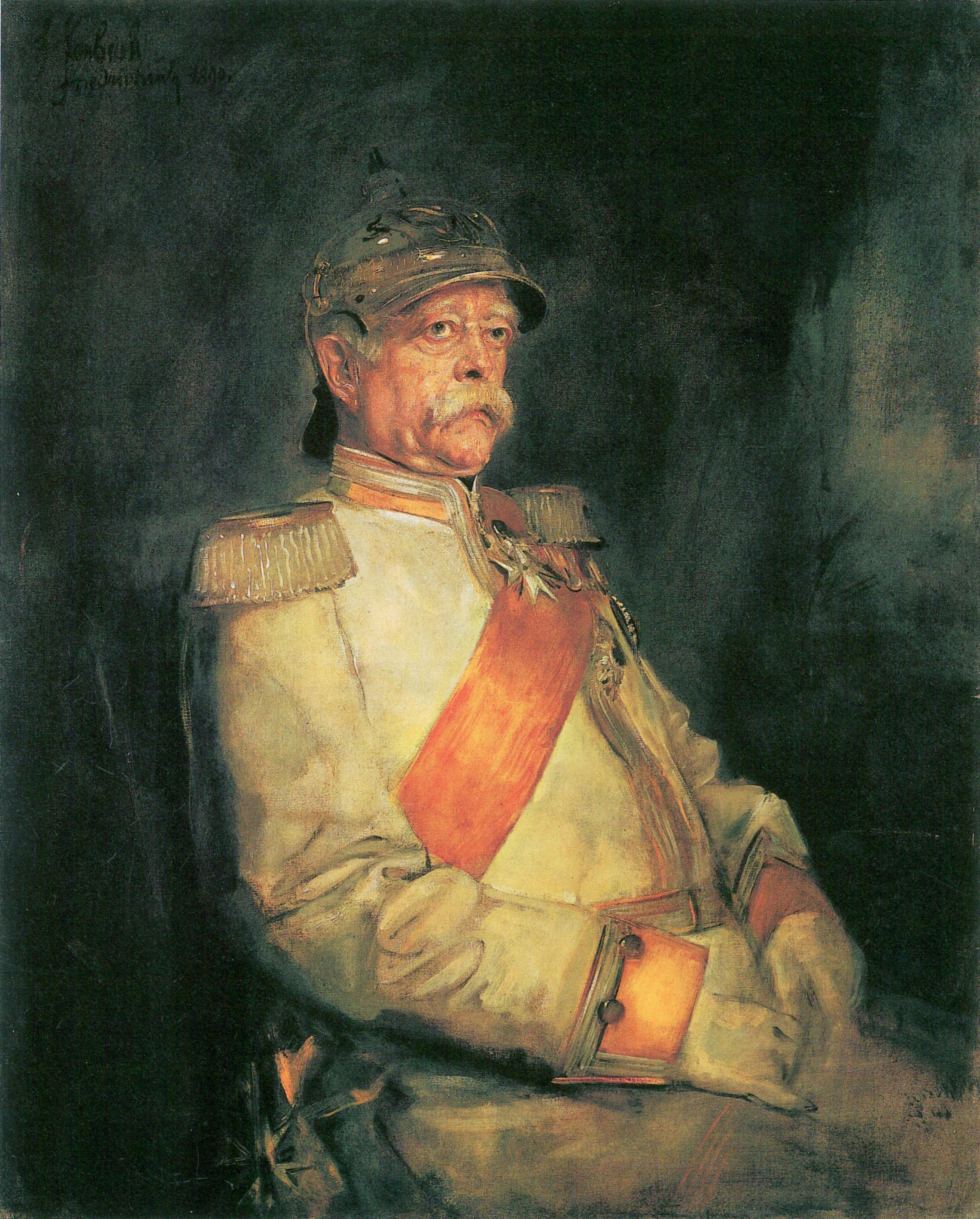
Franz von Lenbach: Otto von Bismarck (1890)

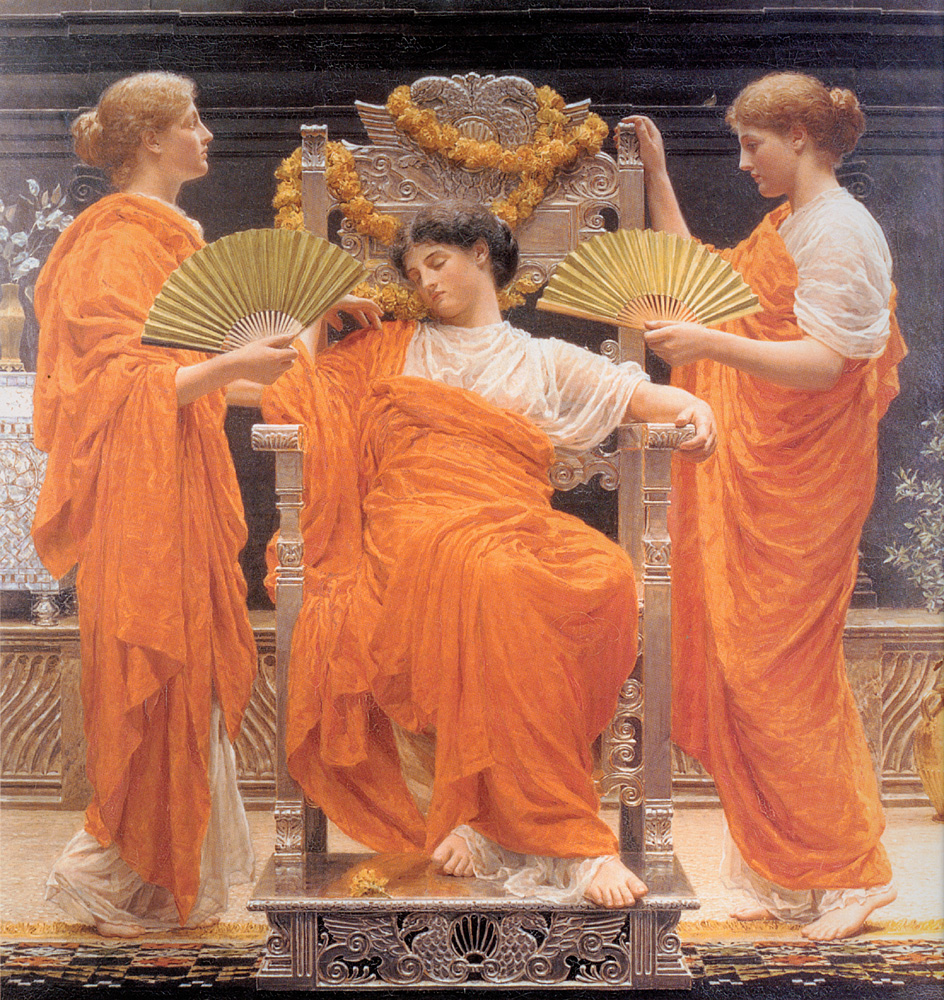
Albert Joseph Moore: Nyár közepe

Az akadémizmus vagy akadémikus stílus az a képzőművészeti irányzat, főként a 18–19. században, amely mereven ragaszkodik az akadémiák szemléletéhez, stílusához és előírásaihoz. Ez a művészeti törekvés érthetőleg megmerevedett, de főként a tanítás útján továbbélő hivatalos művészetté vált. 

## Története, jellemzői
Az építészetben az akadémiákkal szorosan összefüggő, ott oktatott irányzatot jelent. A festészetben a 19. század közepén és második felében jutott jelentős szerephez, egészen az impresszionizmus megjelenéséig. Az akadémizmus tulajdonképp a historizmus megvalósulása a festészetben.
Az akadémizmus ellen először a barbizoni iskola lázadt fel, kivonultak a városból, hogy a természet után fessenek, az akadémiákon ugyanis csak már meglévő mintákat és nagy mesterek műveit másolták.
A 19. század közepére a francia művészek egyetlen kiállítási helye a Salon volt, ahonnan mereven kiutasítottak minden más szemléletű festményt, így az első realistákat (Millet-t, Gustave Courbet-t) és impresszionistákat (főként Édouard Manet vált botrányaival hírhedtté). Az elutasított művészek hozták létre a Kiutasítottak Szalonját. Az impresszionisták lázadtak az akadémizmus ellen, s lenézték az olyan festőket, akik behódoltak, mint Alexandre Cabanel.
A 19. század második felében Közép- és Kelet-Európában még mindig a historizmus szelleme uralkodott. A két fő központ a Müncheni Képzőművészeti Akadémia és a Bécsi Képzőművészeti Akadémia volt. Münchenben az akadémizmus a realizmus hivatalos változata, leghíresebb mestere Karl von Piloty volt. Münchenben tanult és tanított Benczúr Gyula is. A magyar művészek többnyire itt tanultak, majd Párizsba mentek. A Salon tüntette ki többek közt Munkácsy Mihályt és Madarász Viktort is.
Bécsben Hans Makart művészete volt az irányadó.
Az impresszionizmus fénykorában még mindig számos akadémista művész alkotott, mint William Adolphe Bouguereau, akinek műveit különösképp Amerikában szerették.

## Művészek

### Franciaország
- Alfred Agache
- William-Adolphe Bouguereau
- Jean-Léon Gérôme
- Paul Delaroche
- Fernand Cormon
- Thomas Couture
- Alexandre Cabanel
- Charles Joshua Chaplin
- Jean-Jacques Henner
- Alexandre-Gabriel Decamps
- Paul Baudry
- Gustave Moreau
- Jean-Baptiste Carpeaux
- Charles Eduard Boutibonne
- Jules-Joseph Lefebvre
- August Toulmouche

### Olaszország
- Francesco Barzaghi

### Belgium
- Baron Hendrik Leys
- Alfred Stevens
- Emile Wauters

### Spanyolország
- Mariano Fortuny y Marsal
- Joaquin Pallares y Allustante
- Antonio Gisbert

### Anglia
- Lord Frederic Leighton
- Sir Lawrence Alma-Tadema
- Albert Joseph Moore
- George Frederic Watts
- Charles Spencelayh
- Sir Edward Poynter
- John Collier

### Németország
- Franz Xaver Winterhalter
- Geores Stein
- Franz von Lenbach

### Ausztria
- Hans Makart
- Gabriel von Max cseh származású
- Hans Canon

### Amerikai Egyesült Államok
- Frederic Arthur Bridgman

### Mexikó
- Angel Zarraga

Az akadémizmus bizonyos mértékben napjainkban is jelen van, de ez az irány már nem kapcsolható a historizmushoz.